# Gilberto Hernández Guerrero
Gilberto Eduardo Hernández Guerrero (ur. 4 lutego 1970 w Ébano) – meksykański szachista i trener szachowy, arcymistrz od 1995 roku.

## Kariera szachowa
Od połowy lat 80. należy do ścisłej czołówki meksykańskich szachistów. Pomiędzy 1986 a 2004 rokiem siedmiokrotnie reprezentował narodowe barwy na szachowych olimpiadach, w tym 4 razy na I szachownicy. Jest trzykrotnym indywidualnym mistrzem swojego kraju. Dwukrotnie startował w mistrzostwach świata rozgrywanych systemem pucharowym, w obu przypadkach przegrywając swoje mecze w I rundach: w 1997 w Groningen z Wiktorem Korcznojem, a w 2000 w New Delhi – z Jeroenem Piketem.
Odniósł szereg sukcesów w turniejach indywidualnych, m.in. w Portoryko (1986, mistrzostwa panamerykańskie juniorów do lat 16, I m.), Asunción (1991, I-II m.), Matanzas (memoriał Jose Raula Capablanki, dwukrotnie I m. w turniejach B, 1992 i 1995), San Salvador (1995, I-II m., turniej strefowy), Walencji (1995, I m. i 1997, dz. I m.), Meridzie (trzykrotnie I m. w memoriałach Carlosa Torre Repetto, w latach 1992, 1993 i 1995), Mar del Placie (1999, dz. I m.), Cullera (2003, II-III m. wspólnie z Mihailem Marinem), Buenos Aires (2005, I-II m.), Schaumburgu (2006, I m.), Lubbock (2007, memoriał Samuela Reshevsky'ego, II m. za Eugene Perelshteynem) oraz w Meridzie (2007, dz. II m. za Axelem Bachmannem, wspólnie z Holdenem Hernandezem Carmenatesem, Lazaro Bruzonem, Alonso Zapatą i Frankiem de la Pazem Perdomo).
Najwyższy ranking w karierze osiągnął 1 lipca 2000 r., z wynikiem 2572 punktów zajmował wówczas 1. miejsce wśród meksykańskich szachistów.

## Życie prywatne
Żoną Gilberto Hernándeza jest czołowa argentyńska szachistka, Claudia Amura.